# Rigi-Bahnen

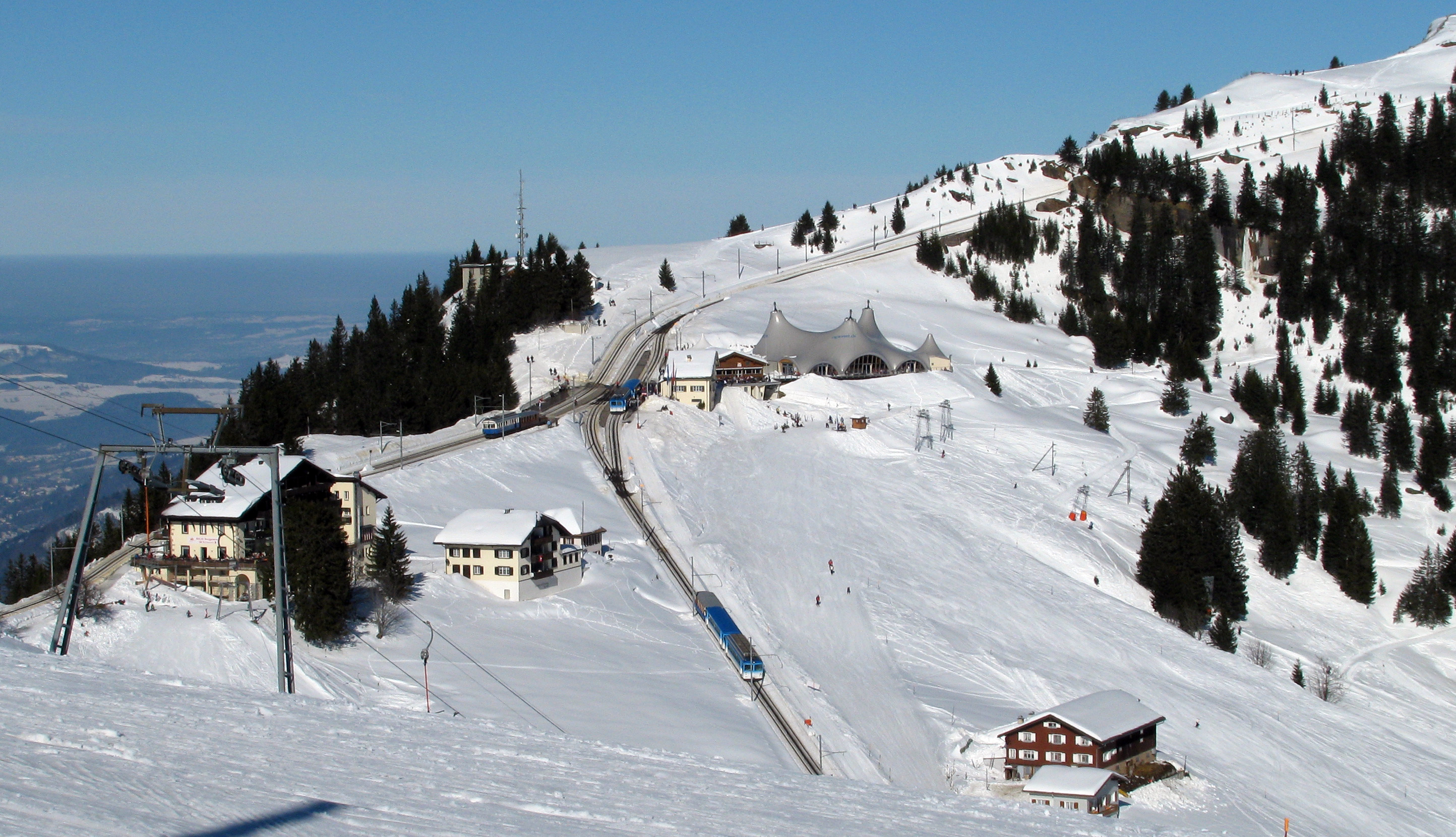
Zusammentreffen der Vitznau-Rigi-Bahn (links) und der Arth-Rigi-Bahn (rechts) in der Station Rigi Staffel

Die Rigi-Bahnen (RB, Eigenschreibweise: Rigi Bahnen) sind eine Eisenbahngesellschaft in der Schweiz mit Sitz in Arth. Der operative Sitz des Unternehmens befindet sich in Vitznau.
Das Unternehmen entstand 1992 durch die Fusion der Arth-Rigi-Bahn (ARB) in Arth und der Rigibahn-Gesellschaft in Vitznau, welcher die Vitznau-Rigi-Bahn (VRB) und die Luftseilbahn Weggis–Rigi Kaltbad (LWRK) gehörten. Die Rigi-Bahnen betreiben seither die beiden Normalspur-Zahnradbahnen ARB und VRB und die Luftseilbahn LWRK auf die Rigi, einen Aussichtsberg am Vierwaldstättersee. Seit Dezember 2017 betreiben die Rigi-Bahnen zudem die Luftseilbahn Kräbel–Rigi Scheidegg.

## Bahnbetrieb

### Strecken
Das Streckennetz der RB misst 15,40 km und wird von zwei Bahnlinien befahren, die dem ehemaligen Betrieb der Vitznau-Rigi-Bahn und der Arth-Rigi-Bahn entsprechen. Eine Gleisverbindung von der VRB zur ARB besteht erst seit dem 12. Juli 1990 in Rigi Staffel.

#### Vitznau-Rigi-Bahn

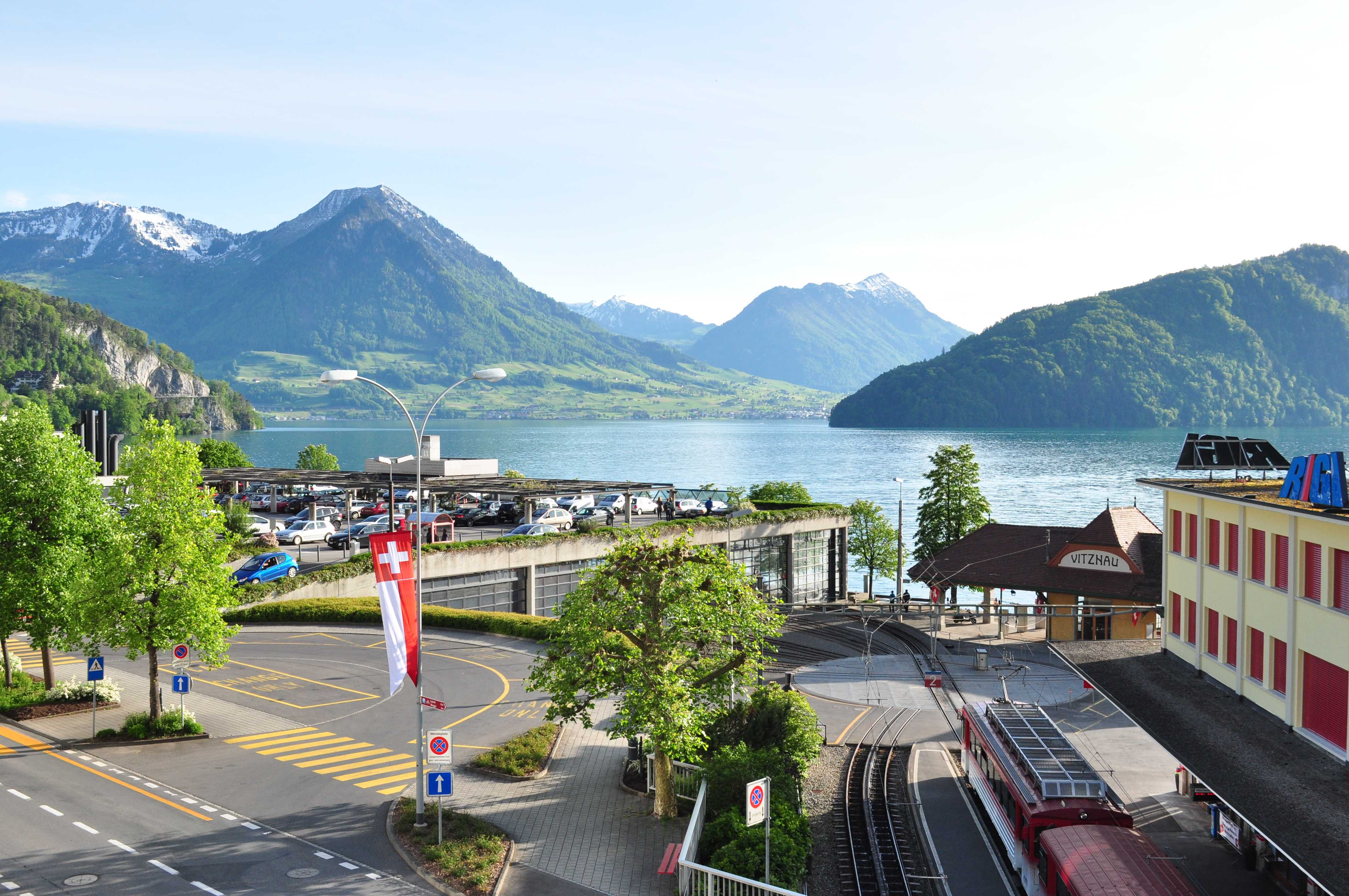
Der Bahnhof von Vitznau

Die normalspurige Strecke der Vitznau-Rigi-Bahn misst 6,85 km und ist mit 1500 V Gleichstrom elektrifiziert. Auf der gesamten Streckenlänge kommt eine Zahnstange nach System Riggenbach zum Einsatz. Die Eigentumsstrecke von Vitznau bis Rigi Staffelhöhe, an der Grenze zwischen dem Kanton Luzern und dem Kanton Schwyz, wurde am 23. Mai 1871 eröffnet. Die Fortsetzung von der Staffelhöhe bis zum Kulm wurde hingegen durch die ARB gebaut und ab dem 27. Juni 1873 an die VRB verpachtet. Mit der Fusion der beiden Unternehmen entfiel 1992 diese Regelung.

#### Arth-Rigi-Bahn
Die normalspurige Strecke der Arth-Rigi-Bahn misst 8,55 km und ist mit 1500 V Gleichstrom elektrifiziert. Auf der gesamten Streckenlänge kommt eine Zahnstange nach System Riggenbach zum Einsatz. Die Eigentumsstrecke vom Bahnhof Arth-Goldau bis nach Rigi Kulm wurde am 4. Juni 1875 eröffnet. Die gleichzeitig als reine Adhäsionsbahn eröffnete Strecke von Arth am See bis Arth-Goldau wurde als Überland-Strassenbahn getrennt betrieben und bereits Ende August 1959 eingestellt.

### Rollmaterial
Die Übersichtstabelle umfasst das Rollmaterial der Rigi-Bahnen (RB) ab dem Zeitpunkt ihrer Fusion 1992. Übersichten und Erläuterungen zum Rollmaterial der Vorgängerunternehmen finden sich in den jeweiligen Artikeln zur Vitznau-Rigi-Bahn respektive Arth-Rigi-Bahn.
| Baureihe                                                                               | Baureihe    | Hersteller                | Baujahr     | Herkunft    | Stückzahl   | Stückzahl   | Ausrangiert            | Fussnoten                                                       |
| Serie                                                                                  | Nummern     | Hersteller                | Baujahr     | Herkunft    | total       | heute       | Ausrangiert            | Fussnoten                                                       |
| Lokomotiven                                                                            | Lokomotiven | Lokomotiven               | Lokomotiven | Lokomotiven | Lokomotiven | Lokomotiven | Lokomotiven            | Lokomotiven                                                     |
| -------------------------------------------------------------------------------------- | ----------- | ------------------------- | ----------- | ----------- | ----------- | ----------- | ---------------------- | --------------------------------------------------------------- |
| H 1/2                                                                                  | 7           | SLM                       | 1873        | VRB         | 1           | hist. 1     | 1937                   | historisches Fahrzeug L7                                        |
| H 2/3                                                                                  | 16          | SLM                       | 1923        | VRB         | 2           | 2           |                        |                                                                 |
| H 2/3                                                                                  | 17          | SLM                       | 1925        | VRB         | 2           | 2           |                        |                                                                 |
| He 2/3                                                                                 | 8           | SLM/MFO                   | 1930        | ARB         | 1           | 1           |                        | mit demontierbarer Schneeschleuder                              |
| He 2/2                                                                                 | 18          | SLM/BBC                   | 1938        | VRB         | 1           | 1           |                        |                                                                 |
| Triebwagen                                                                             |             |                           |             |             |             |             |                        |                                                                 |
| Bhe 2/4                                                                                | 1–03        | SLM/BBC                   | 1937        | VRB         | 4           | 2           |                        |                                                                 |
| Bhe 2/4                                                                                | 4           | SLM/BBC                   | 1953        | VRB         | 4           | 2           | 2022                   |                                                                 |
| BDhe 4/4                                                                               | 5           | SLM/SIG/BBC               | 1964        | VRB         | 1           | 1           |                        |                                                                 |
| BCFhe 2/3                                                                              | 6           | SWS/SLM/MFO               | 1911        | ARB         | 1           | 1           |                        |                                                                 |
| BDhe 2/4                                                                               | 7           | SIG/SLM/MFO               | 1925        | ARB         | 1           | 1           |                        |                                                                 |
| BDhe 2/4                                                                               | 11–12       | SLM/SAAS                  | 1949        | ARB         | 4           | 4           |                        |                                                                 |
| BDhe 2/4                                                                               | 13          | SLM/SAAS                  | 1954        | ARB         | 4           | 4           |                        |                                                                 |
| BDhe 2/4                                                                               | 14          | SLM/SAAS                  | 1967        | ARB         | 4           | 4           |                        |                                                                 |
| BDhe 4/4                                                                               | 15          | SLM/BBC                   | 1982        | ARB         | 1           | 1           |                        |                                                                 |
| BDhe 4/4                                                                               | 21–22       | SLM/BBC                   | 1986        | VRB         | 2           | 2           |                        |                                                                 |
| Bhe 4/6                                                                                | 41–43       | Stadler                   | 2021        |             | 6           | 6           |                        |                                                                 |
| Bhe 4/6                                                                                | 44–46       | Stadler                   | 2022        |             | 6           | 6           |                        |                                                                 |
| Steuerwagen                                                                            |             |                           |             |             |             |             |                        |                                                                 |
| Bt                                                                                     | 21–22       | SWS/SAAS                  | 1958        | ARB         | 4           | 4           |                        |                                                                 |
| Bt                                                                                     | 23          | SWS/SAAS                  | 1960        | ARB         | 4           | 4           |                        |                                                                 |
| Bt                                                                                     | 24          | SWS/SAAS                  | 1967        | ARB         | 4           | 4           |                        |                                                                 |
| Bt                                                                                     | 25          | SLM/BBC                   | 1982        | ARB         | 1           | 1           |                        |                                                                 |
| Bt                                                                                     | 31–32       | SLM/BBC                   | 1986        | VRB         | 2           | 2           |                        |                                                                 |
| Vorstellwagen                                                                          |             |                           |             |             |             |             |                        |                                                                 |
| B                                                                                      | 1–2         | SCB                       | 1871        | VRB         | 2           | 2           |                        |                                                                 |
| B                                                                                      | 5           | SCB                       | 1871        | VRB         | (Um)01      | 1           |                        | Rückumbau aus Gk 30                                             |
| B                                                                                      | 7           | SCB                       | 1872        | VRB         | 1           | 0           | 2022                   | an Gemeinde Vitznau                                             |
| B                                                                                      | 8           | Waggonfabrik Fribourg     | 1873        | VRB         | 3           | 2           | 2022                   | an privat                                                       |
| B                                                                                      | 10–11       | Waggonfabrik Fribourg     | 1873        | VRB         | 3           | 2           |                        | Salonwagen                                                      |
| B                                                                                      | 14          | VRB                       | 1902        | VRB         | 1           | 1           |                        |                                                                 |
| B                                                                                      | 15          | ARB                       | 1899        | VRB         | 1           | 1           |                        | ex ARB (B 6), 1908 an VRB                                       |
| B                                                                                      | 16          | SWS                       | 1925        | VRB         | 1           | 0           | 2022                   | an Ziegelei Schumacher                                          |
| B                                                                                      | 31          | Waggonfabrik Fribourg     | 1875        | ARB         | 4           | 4           |                        | VW31                                                            |
| B                                                                                      | 32–33       | Waggonfabrik Fribourg     | 1875        | ARB         | 4           | 4           |                        |                                                                 |
| B                                                                                      | 34          | Waggonfabrik Fribourg     | 1875        | ARB         | 4           | 4           | ab 1993 Schlittelwagen |                                                                 |
| C                                                                                      | 11          | ARB                       | 1889        | ARB         | 1           | 1           |                        | Offener Sommerwagen «Bambus»                                    |
| B                                                                                      | 35          | SIG                       | 1899        | ARB         | 1           | 1           |                        |                                                                 |
| Traktoren                                                                              |             |                           |             |             |             |             |                        |                                                                 |
| Ta 2/2                                                                                 | 1           | Stadler                   | 1982        | VRB         | (Üb)01      | 1           |                        | Umbau aus SBB Tm 540                                            |
| Dienstwagen                                                                            |             |                           |             |             |             |             |                        |                                                                 |
| X                                                                                      | 101         | SCB                       | 1871        | VRB         | (Um)01      | 1           |                        | Fahrleitungsmontagewagen, 1937 aus Wagen 4 umgebaut             |
| X                                                                                      | 102         | VRB                       | 1931        | VRB         | 1           | 1           |                        | Schneepflug                                                     |
| X                                                                                      | 101         | Waggonfabrik Fribourg     | 1875        | ARB         | (Um)01      | 1           |                        | Fahrleitungsmontagewagen, 1920 aus Wagen 10 umgebaut            |
| X                                                                                      | 102         | IGB Aarau                 | 1875        | ARB         | (Um)01      | 1           |                        | Schneepflug, 1973 aus Kkm 64 umgebaut                           |
| Xrotm2                                                                                 | 1           | Raco/Beilhack/Deutz/(SWS) | 1974        | VRB         | 1           | 1           |                        | Schneeschleuder, auf einem ehemaligen SBB-Drehgestell aufgebaut |
| X                                                                                      | 105         | Steck                     | 2016        |             | 1           | 1           |                        | Tiefgangwagen                                                   |
| Üb = Übernahme aus fremden Bestand (Gebrauchtfahrzeug); Um = Umbau aus eigenem Bestand |             |                           |             |             |             |             |                        |                                                                 |

### Seilbahnen und Skigebiet
Zur Unternehmung gehören neben den beiden Zahnradbahnen ARB und VRB auch die Luftseilbahn Weggis–Rigi Kaltbad (Pendelbahn mit Kabinen für 76 Personen, 924 m Höhendifferenz) und seit Dezember 2017 die Luftseilbahn Kräbel–Rigi Scheidegg sowie mehrere Skilifte. Das Skigebiet ist in der Regel von Ende November (je nach Schneelage) bis Mitte März geöffnet.

## Stationen der Rigi-Bahnen
Unter Stationen der Rigi-Bahnen werden alle heutigen und früheren Haltestellen beziehungsweise Bahnhöfe der heutigen Rigi-Bahn zusammengefasst. Bis zur Fusion 1992 wurden die Stationen entweder von der Arth-Rigi-Bahn ARB (Arth, Oberarth, Arth-Goldau, Goldau A4, Kräbel, Fruttli, Klösterli, Wölfertschen-First) oder der Vitznau-Rigi-Bahn VRB (Vitznau, Mittlerschwanden, Grubisbalm, Freibergen, Romiti-Felsentor, Kaltbad, Staffelhöhe) betrieben, die Haltestellen Staffel und Kulm durch beide Bahnen gemeinsam. Weiter gab es noch die Stationen der mittlerweile zurück gebauten Rigi-Scheidegg-Bahn RSB (Kaltbad, First, Unterstetten, Unterdossen, Scheidegg). Während einige Haltestellen ursprünglich nur aus betrieblichen Gründen wie für das Auffüllen von Wasser oder als Kreuzungsstationen gebaut wurden, dienten andere von Beginn an dem Tourismus mit der bereits vorher bestehenden Hotellerie auf der Rigi.
Alle Stationen der beiden Zahnradbahnen waren zu Beginn einfache Holz- (VRB) oder auch Steinbauten (ARB). Die meisten blieben über 100 Jahre bestehen. Von den Stationen waren die prunkvollen Hotels bereits in Sichtweite, weswegen auf einen besonders detailhaften Ausbau der Stationen verzichtet wurde. Die Elektrifizierung der ARB 1906 und der VRB 1937 führte zu baulichen Veränderungen aller Stationen.

### Stationen der Vitznau-Rigi-Bahn (VRB)

#### Vitznau RB (Talstation)

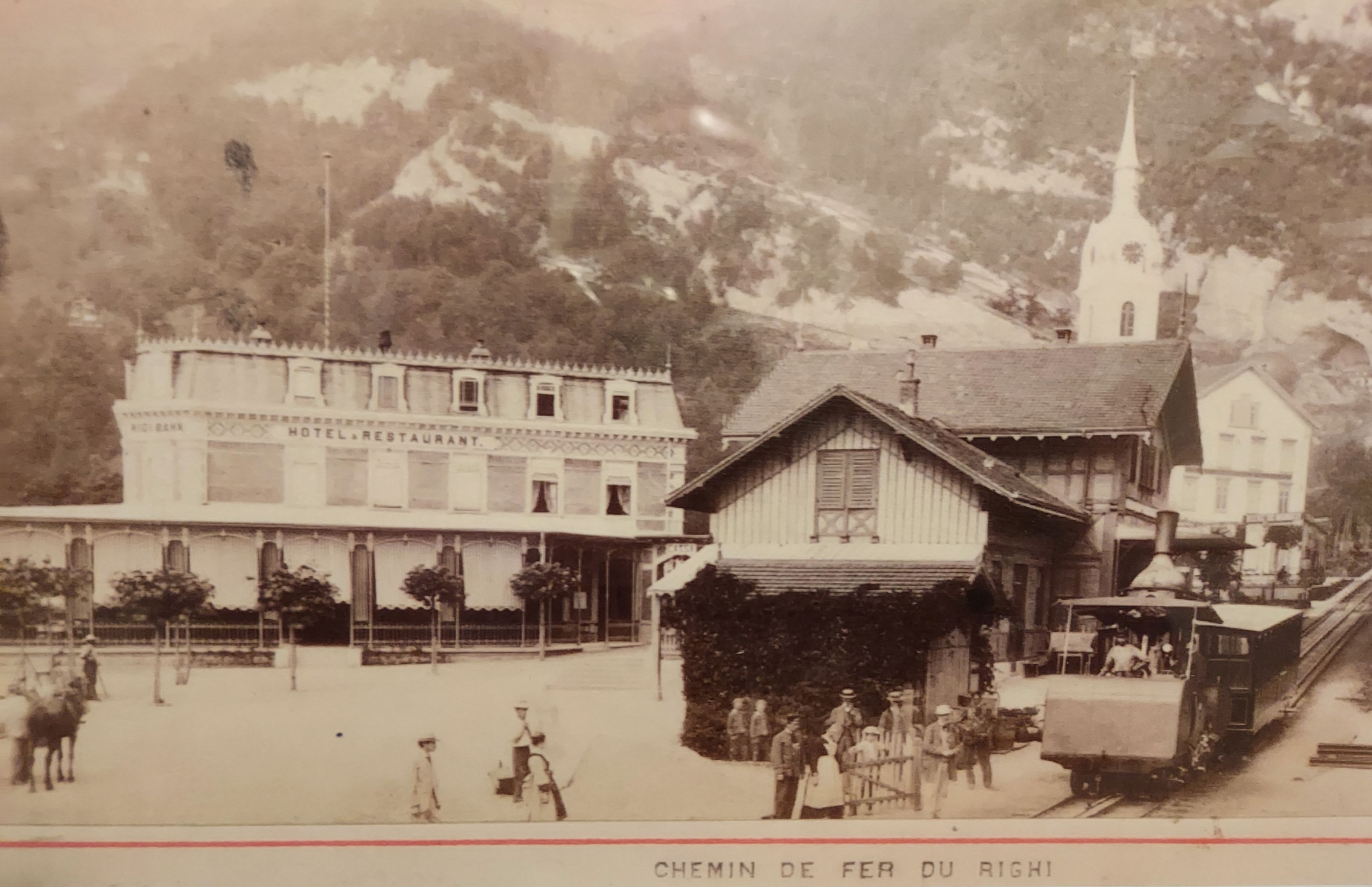
Station Vitznau RB kurz nach der Eröffnung 1871

Die Talstation der VRB in Vitznau führte zu einer Reorganisation des Dorfes um den neuen Bahnhof. Um die Station als Endstation führen zu können, brauchte die VRB mehr Platz, als die Gemeinde zur Verfügung stellen konnte, weshalb Enteignungen vorgenommen werden mussten. Durch die Abstimmung des Fahrplans der Zahnradbahn auf das Kursschiff und die Errichtung einer Quaimauer inklusive neuem Landungssteg wurde Vitznau nach Luzern zur zweitmeistfrequentierten Schiffsstation am Vierwaldstättersee. Die Station wurde mit seinem grossen Güterbereich und der markanten Drehscheibe rasch zu einem wichtigen Umschlagplatz, erst hauptsächlich für Holz, später auch für Schuttgüter (Verladerampe ab 1962).
Die Station wurde 1870 im Stil eines filigran verzierten Holzchalets gebaut. Die Remise hatte Platz für drei Lokomotiven, fünf Personen- sowie drei Güterwaggons; die Gleise werden über eine Drehscheibe angefahren. Ausserdem verfügte die Station über eine kleine Reparaturwerkstätte. Bereits vor der Jahrhundertwende wurde die Remise einmal (1871) und das Stationsgebäude gleich zweimal (1880er, 1890er) vergrössert. Der Wartesaal war vorerst zwecks Verpflegung verpachtet und fungierte damit zeitgleich auch als Stationsbuffet. Bereits 1872 wurde beschlossen ein eigenes Buffet neben der Station zu erstellen – das heutige Hotel Rigi-Bahn. Obwohl die Toilettenanlage neben dem Gebäude war, der Billettverkauf als eine Art Kiosk im Freien geschah und auf der Dampfschifflände eine gedeckte Halle mit einem Warteraum erstellt wurde, blieben die beengten Platzprobleme bestehen. Dies führte Mitte des 20. Jahrhunderts zu einem Neubau. Das 1968 eröffnete dreigeschossige Gebäude verfügt über Dienst- und Verkaufsräume, eine geräumige Wartehalle mit Schalteranlage, ein Stationsbüro mit Handgepäck- und Güterraum, Personal- und ein Sanitätszimmer sowie eine Wohnung. Mit dem Stationsneubau wurde zeitgleich der Niveauübergang über die Kantonsstrasse aufgehoben, der der Lage im Dorfkern geschuldet war. Das ursprüngliche Perron hatte eine Steigung von 7 % und die Gleisübergänge im Dorf bestanden aus schweren Holzdeckeln, die vor jeder Zugdurchfahrt zurückgelegt werden mussten. Weiter wurde ein zweites Gleis gebaut und die Station erhielt ein Zwischenperron. Aufgrund der Zunahme des Strassenverkehrs wurde 1954 ein Parkplatz eröffnet, der bereits 1965 ausgebaut wurde und ab da Platz für 74 Autos und 6 Autobusse bot. 1981 wurde das Depot um ein 80 Meter langes, zehntes Gleis durch eine Teilaufschüttung des Sees vergrössert. 1982 wurde die ursprüngliche Drehscheibe ersetzt und um die Bahn besser warten und im Winter auftauen zu können, unter Gleis vier im Depot ein abgesenkter Revisionsstand erstellt.

#### Mittlerschwanden / Grubisbalm / Freibergen / Romiti-Felsentor

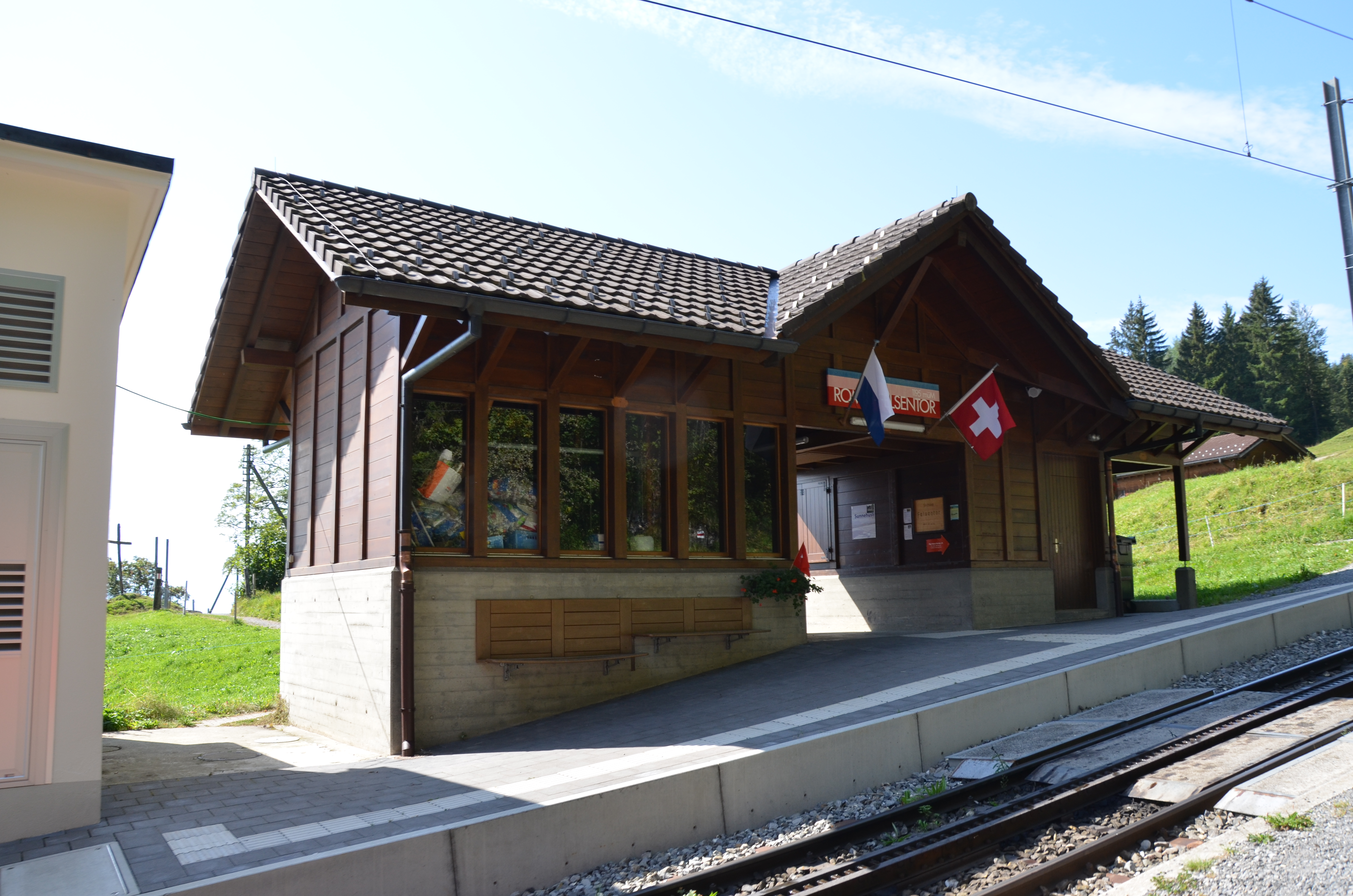
Station Romiti Felsentor 2016

Das aktuelle Haltestellengebäude Mittlerschwanden stammt von 1970. Freibergen war ursprünglich als Kreuzungs- und Wasserspeisestation gedacht. Bereits ab 1874 gab es von hier bis nach Kaltbad ein Doppelgleis. Erst 1959 wurden die Schiebebühnen durch eine Weichenanlage ersetzt, das Gebäude hingegen stammt noch aus den Anfängen. Die Station Romiti-Felsentor wurde 1873 auf Wunsch der Gemeinde Weggis erstellt. Das Haltestellengebäude stammte von der Station Kaltbad, wurde dort abgebrochen und auf Romiti-Felsentor wieder aufgebaut. Die Station Grubisbalm ist bis heute ein einfacher Holzunterstand.

#### Rigi Kaltbad

Das Bahnhofsgebäude der VRB bei Rigi Kaltbad bis 2013.

Die 1871 eröffnete Station Kaltbad war zu Beginn ein einfacher Unterstand aus Holz. Nur zwei Jahre nach der Eröffnung wurde das Holzgebäude 1873 ab- und bei der Haltestelle Romiti-Felsentor wieder aufgebaut. Erst mit dem Bau der Adhäsionsbahn Rigi-Scheidegg-Bahn wurde das neue Stationsgebäude vergrössert und das quadratische Gebäude an den vier Seiten durch ein grosszügiges Vordach erweitert, das gleichzeitig als Perrondach diente. Aus Kostengründen wurde die Gleisanlage der RSB nicht vollumfänglich an die Linie der VRB angeschlossen, sondern südlich des Stationsgebäudes rechtwinklig zu den Gleisen der VRB angelegt. Die Personen mussten zum Umsteigen die Gleise überqueren. Die Wände und Holzverkleidungen der Station waren mit Holzschnitzereien verziert. 1929 wurde das Gebäude mit dem Wintereinbruch zerstört und durch ein Neubau ersetzt. 1959 wurde die Schiebebühne durch eine Weiche ersetzt. Das heutige Gebäude stammt aus dem Jahr 2013.

#### Rigi Staffelhöhe
Die Strecke der VRB endete ursprünglich bei der Station Rigi Staffelhöhe (Kantonsgrenze Luzern-Schwyz). Da seit dem Eisenbahngesetz von 1852 die Kantone für die Konzessionsvergabe verantwortlich waren, konnte der Kanton Luzern nur die Strecke Vitznau-Staffelhöhe bewilligen. Die Konzession für die Strecke Staffelhöhe-Kulm wurde später durch den Kanton Schwyz an die ARB vergeben. Das ursprüngliche, zweiteilige Holzgebäude der Station hatte gleisseitig ein grosses Vordach um die Gäste vor Witterung zu schützen, das Perron selbst war nicht überdacht. Neben dem Stationsgebäude gab es eine Remise für eine Zugskomposition sowie Pferdestallungen für bis zu zwölf Pferde für den Weitertransport bis zum Hotel Rigi Kulm, da dieser Teil der Bahnstrecke erst zwei Jahre später eröffnet wurde. Die Billette für den Pferdetransport wurden gemeinsam mit dem Bahnticket in Vitznau gekauft. Ausserdem wurde ein Teil des Wartesaals als Restaurant verpachtet. 1975 wurde ein Neubau eingeweiht.

### Gemeinsame Stationen ARB / VRB

#### Rigi Staffel

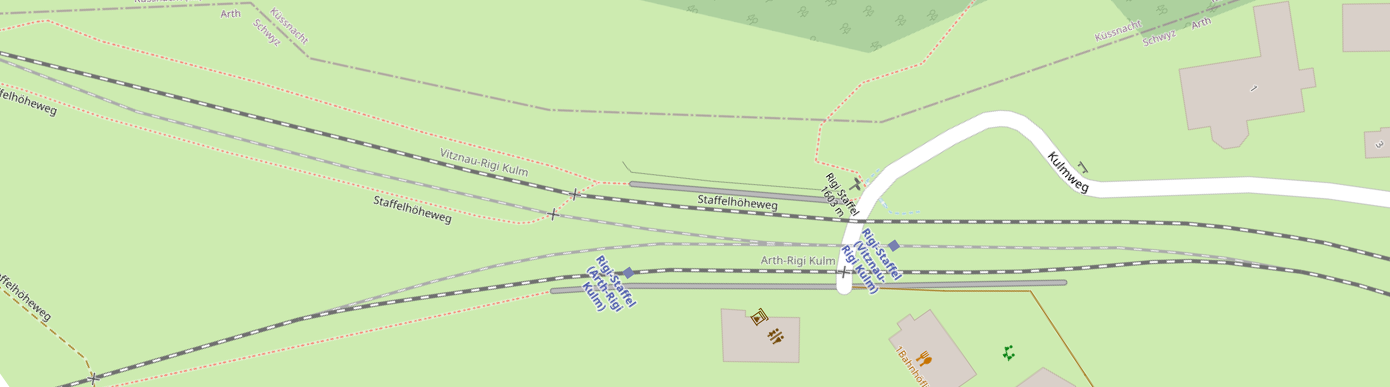
Gleisplan Rigi Staffel mit der Kreuzungsweiche, die den Austausch von Rollmaterial seit 1990 ermöglicht.

Zwei schmale, zweistöckige Gebäude umfassten ein längliches einstöckiges Gebäude, die erste durch die ARB gebaute Station. Das Perron war ohne Überdachung, einzig vor dem einstöckigen Gebäude bot der Dachvorsprung etwas Schutz. Die steinerne Station wurde 1925 renoviert. Durch den Winterbetrieb ab 1928 wurden im Wartesaal Heizungen eingebaut. 1955 wurde das ursprüngliche dreiteilige Gebäude durch ein Steinhaus ersetzt. Neben dem Stationsbüro bot der untere Stock Platz für einen geräumigen Wartesaal mit prächtiger Panoramaaussicht, ein Magazin sowie eine Toilettenanlage. Der obere Teil des Gebäudes diente als Dienstwohnung. Die Perrons blieben auch bei diesem Ausbau ohne Dach, wurden jedoch 1962 im Zuge allgemeiner Gleisveränderungen (elektrische Zahnstangenweiche für Nutzung der Station Rigi-Staffel als Ausweichstation) verlängert.
Am 12. Juni 1990 wurden bei Rigi Staffel die beiden Gleisanlagen der beiden Rigi-Bahnen durch zwei Weichen verbunden, was einen direkten Austausch von Rollmaterial ermöglichte. Damit war der Weg für den Zusammenschluss der beiden Bahnen 1992 geebnet, die bis 1990 parallel auf getrennten Gleisanlagen von Staffel bis Kulm gefahren waren. Die VRB erhielt im Zusammenhang mit dem Weicheneinbau 1990 ein zweites Stationsgleis, ausserdem wurden die Perrons ausgebaut. Im Oktober 1990 «entlief» ein unbesetzter Vorstellwagen bei der Station Kulm und entgleiste oberhalb der Station Staffel, was glücklicherweise nur einen Materialschaden zur Folge hatte.

#### Rigi Kulm

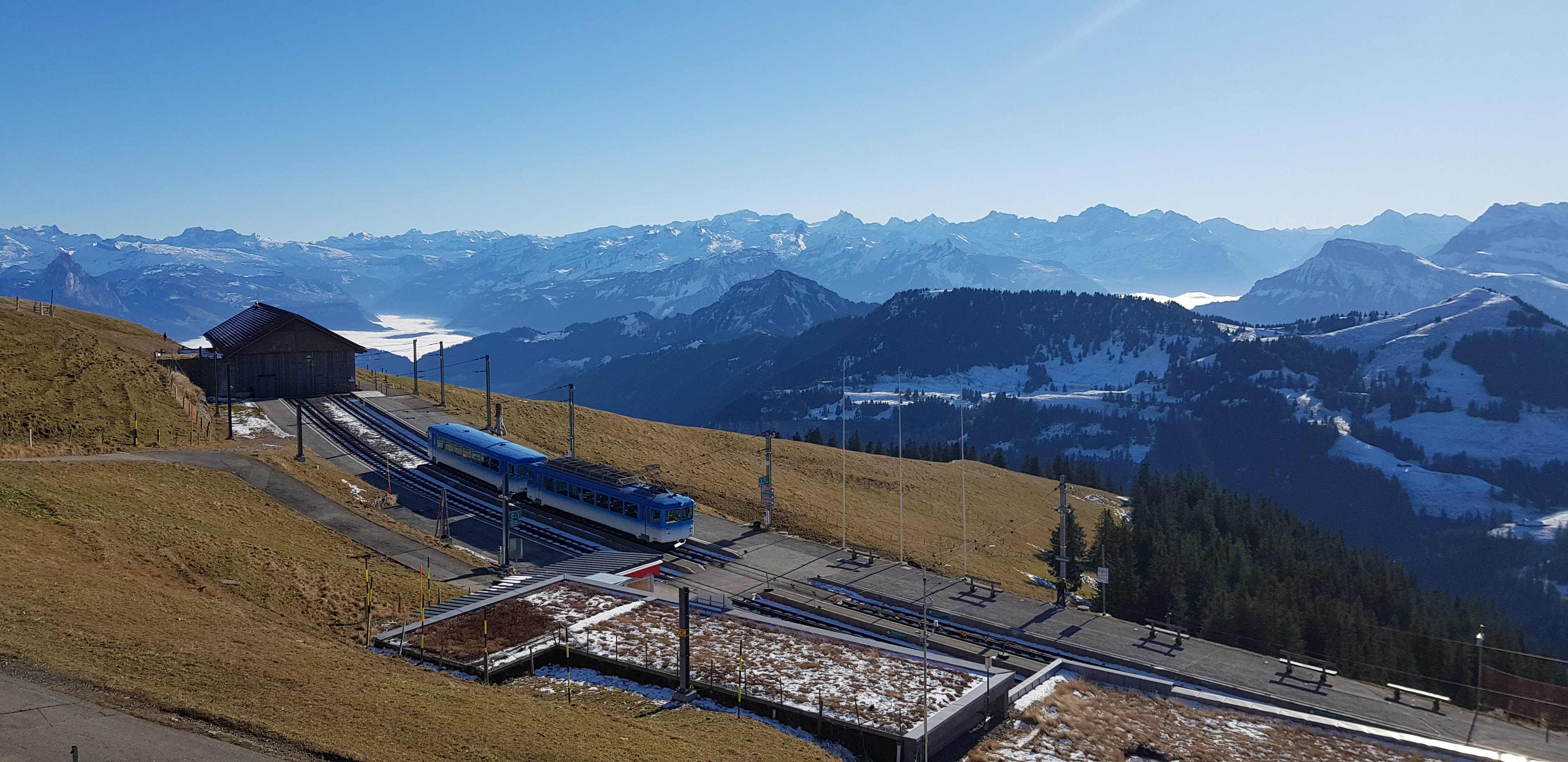
Sicht von der Hotelterrasse auf die gemeinsame Endstation Rigi Kulm

Der Hauptgipfel der Rigi ist sowohl durch die ARB wie auch durch die VRB erschlossen. Mit der Erschliessung durch die beiden Zahnradbahnen wurde der Hotelbau auf Rigi Kulm verdoppelt. Die Gipfelstation wurde erst durch die VRB, später auch durch die ARB (auf separaten Gleisanlagen) erreicht. Bereits 1881 plante die ARB eine Remise inklusive Wasserreservoir, das auch für Brandbekämpfung genutzt werden konnte. Zu Beginn des 20. Jahrhunderts eröffnete ein Postlokal an der Station Rigi Kulm, das jedoch später wieder geschlossen wurde. 1925 wurde der Wartesaal vergrössert und das Perron verlängert sowie verbreitert. Nach wie vor gab es jedoch keine Perronhalle. Das dreigeschössige Steingebäude wurde 1974 durch das neue, gemeinsame Endstationsgebäude der beiden Zahnradbahnen abgelöst. Der eingeschossige Bau wurde nach gut einem Jahr Bauzeit eröffnet, das alte Gebäude nachträglich abgebrochen. Das neue Gebäude verfügt über einen unterirdischen Zugang zum Hotel Rigi Kulm und zusätzlich über eine grosszügige, offene Perronhalle, die jedoch erst ein Jahr später, 1975 eröffnet werden konnte. Das Ende der Gleise führte in einen Wagenschuppen aus Holz. Das neue Gebäude ist mit einem Flachdach versehen, sodass der Bau von der Aussichtsterrasse des etwas höher gelegenen Restaurants nicht zu sehen ist. Neben dem Stationsgebäude gibt es ein weiteres Restaurant. Bis zum Weicheneinbau bei Rigi Staffel 1990 war die Schiebebühne ab 1952 auf Rigi Kulm die einzige Möglichkeit für den Austausch von Rollmaterial der beiden Bahngesellschaften, was gerade bei Anlässen wie dem Schwingfest rege genutzt wurde. Die alte Schiebebühne musste von Hand betrieben werden und die Nutzung war nur im Sommer möglich.

### Stationen der Arth-Rigi-Bahn (ARB)

#### Die Stationen der Talbahn: Arth und Oberarth
Bei der Planung der ARB wurde davon ausgegangen, dass die Gotthardbahn ihren nördlichen Endbahnhof in der Ebene zwischen Oberarth und Arth hatte, weshalb als Talende der ARB Arth geplant wurde. Für den Standort sprach zudem der Schifffahrtsanschluss nach Zug. Um diesen jederzeit zu gewährleisten, beteiligte sich die ARB an der Finanzierung eines Dampfschiffes der Zuger Dampfschiffsgesellschaft. 1880 wurde die Station um eine Wohnung für den Betriebschef erweitert. 1893 richtete ein Brand im Stationsgebäude leichten Sachschaden an. Die Station war ursprünglich mit einem Stationsvorstand, Kassier, Telegraphisten und einem Portier besetzt. Aufgrund finanzieller Gründe wurde der Bahnhof der Gotthardbahn in Goldau gebaut, weshalb die Stationen Arth und Oberarth an Bedeutung verloren. Das Betriebsbüro wurde allerdings erst 1894 nach Arth-Goldau verlegt und gleichzeitig die Werkstätte von der Lokremise in Arth abgetrennt. Durch die Trennung zwischen Berg- und Talbahn der ARB mutierte die Linie Arth-Goldau immer mehr zu einer Lokallinie, weshalb dazwischen 1926 drei neue Haltestellen Kirchfeld, Hof und Fabrik Oberarth eröffnet wurden. Nicht nur der Lokwechsel wurde nach Goldau verschoben, sondern auch die Lokomotivremise und die Werkstätte, die dort gemeinsam mit einem Magazin und Büros im Gleisbogen oberhalb des Bahnhofs Arth-Goldau vereint wurde. Am 8. Juli 1948 richtete eine Explosion in einer nahen pyrotechnischen Fabrik einigen Sachschaden an der Station an.

#### Goldau
Die heutige Endstation der ARB in Arth-Goldau ist bereits im Artikel des Bahnhofs Arth-Goldau aufgearbeitet.

#### Kreuzungsstationen und Bedarfshaltestellen: Goldau A4 / Kräbel / Fruttli / Klösterli / Rigi-Wölfertschen (Rigi-First)
1978 wurde nach der Brücke über die A4 eine Haltestelle mit einem grossen Parkplatz für Gäste angelegt, die mit dem Auto anreisten. Bereits 1981 wurde die Haltestelle ausgebaut und erhielt ein neues Perron. Der Föhnsturm in der Nacht vom 7. auf den 8. November 1982 beschädigte das Dach der Haltestelle. Bereits 1887 wurde im Kräbel eine Ausweichstation notwendig. Mit einer Zahnradweiche wurde ein Stumpengleis angeschlossen, sodass zwei Züge – wenn auch mühsam – kreuzen konnten. Durch eine zweite Weiche wurde die Station Kräbel 1925 zur vollwertigen Kreuzungsstation. Erst 1966 wurde das Gebäude neu gebaut.

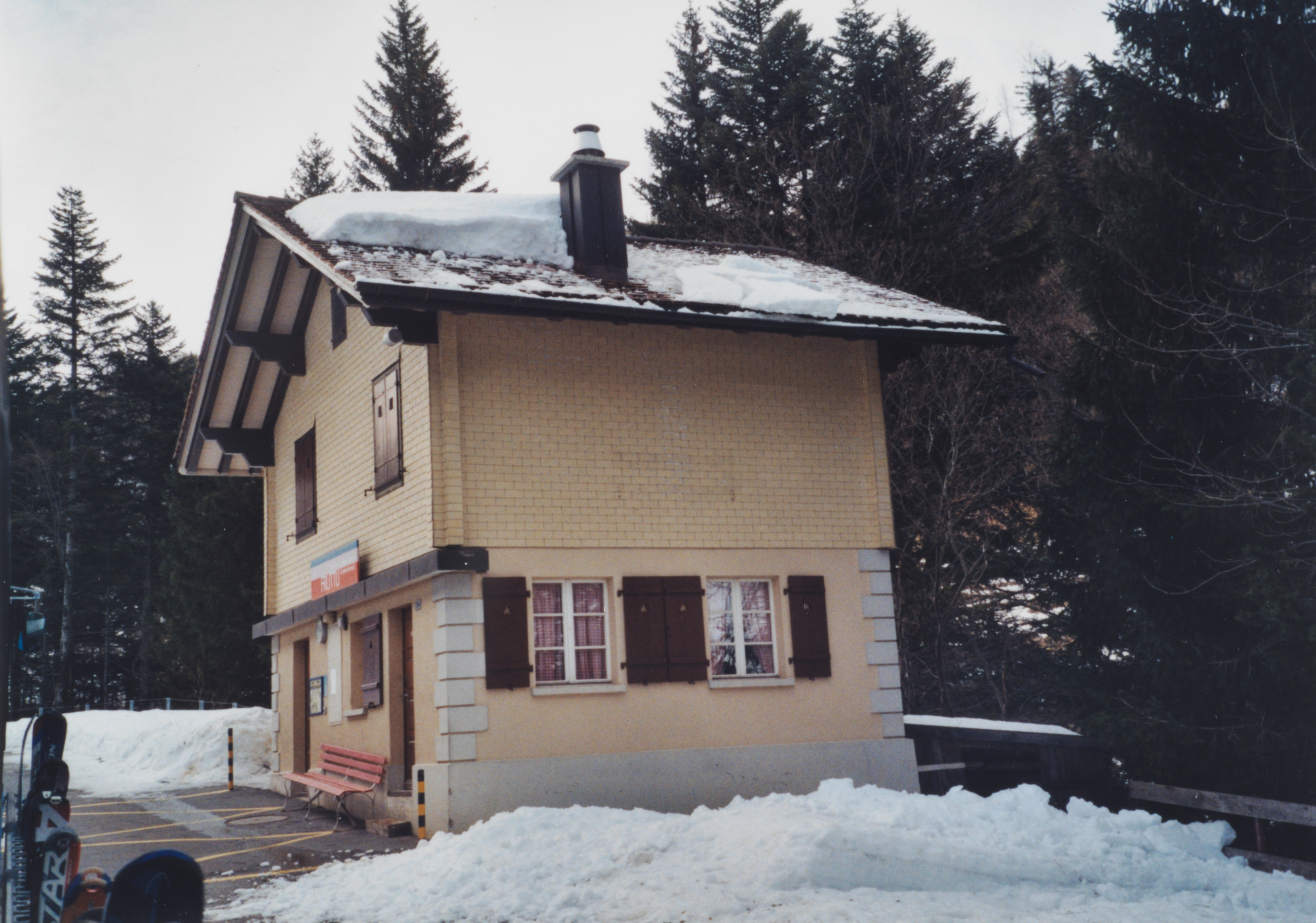
Station Fruttli

Die Station Fruttli diente ursprünglich als provisorische, ab 1881 als definitive Wasserstation. Erst 1899 kam ein Dienstgebäude hinzu. Für die Gäste gab es keine Gebäude, war die Station doch ursprünglich als reine Ausweichstation gedacht. 1877 wurde die Steigung der Station durch eine neue Schiebeweiche reduziert und diese 1912 in eine Weichenanlage umgebaut. Erst 1950 wurde das Wärterhaus umgebaut und mit einer neuen Perronanlage sollte die Station neu nun definitiv auch den Passagieren dienen.
Ursprünglich nicht als Ausweichstelle geplant, erhielt die Station Rigi Klösterli 1891 ein Ausweichgleis, um dem erhöhten Aufkommen gerecht zu werden. Ein geplanter Umbau der Station 1901 kam erst 1906 zustande, wobei die Diensträume vergrössert werden. Mit dem Winterbetrieb ab 1928 wurden im Wartesaal Heizungen eingebaut. 1955, mit der Inbetriebnahme einer neuen Gleichrichteranlage in der Station Klösterli, konnte nun das gesamte Rollmaterial der ARB gleichzeitig eingesetzt werden. Nach einer ersten Renovation (hauptsächlich aussen) 1950 wurde das Stationsgebäude 1984 umgebaut und teilweise erneuert.
Die Station Wölfertschen-First (heute Rigi First) wurde erst 1899 als Kreuzungsstation und auf Wunsch des Hoteliers des Hotels Rigi-First eröffnet. Erst die zweite Weiche ab 1921 ermöglichte eine Kreuzung ohne die Benutzung eines Stumpengleises. Von der Station gibt es seit Beginn eine circa 900 Meter lange Verbindungsstrasse zur Station First der Rigi-Scheidegg Bahn und zum Hotel Rigi First, die vom damaligen Hotelier mitfinanziert wurde.

### Stationen der Rigi-Scheidegg Bahn (RSB)
Da der Transport der Passagiere ab der Station Kaltbad zur Scheidegg mit Pferden und Tragsesseln äusserst beschwerlich war, wurde eine Adhäsionsbahn gebaut, die 1874 den Betrieb aufnahm. Die Bahn fungierte als Hoteltram, weshalb die Stationen wie bei der VRB und der ARB reine Zwecksbauten waren. Bereits 1931 wurde der Betrieb endgültig eingestellt und ab 1942 alle Gebäude zurückgebaut. Das Trassee dient heute als Wanderweg.

#### Rigi Kaltbad
Die rechtwinklig an die Gleise der Station Rigi Kaltbad der VRB angelegte Station der RSB hatte als einziges Gebäude für Reisende ein einbogiges Perrondach, auf Holzstelzen mit leichten Holzschnitzereien als Verzierung. Die Halle wurde 1928 erneuert. Zusätzlich gab es eine Lokomotivremise für zwei Lokomotiven, einen Kohlebunker, eine Wasserstation sowie eine Wagenremise für zwei Personen und zwei Güterwagen inklusive einer kleinen Werkstatt. Die Betriebsgebäude lagen links und rechts, parallel zum Hauptgleis in Richtung First. Insgesamt bestand die Station aus zwei Haupt- und drei Nebengleisen. In den 1880er Jahren wurde das Areal eingezäunt und die Remisentore ersetzt, 1900 wurde das Fundament der Wagenremise neu betoniert. 1939 wurde ein geplantes Wohngebäude nicht bewilligt, da der Bahnbetrieb zu diesem Zeitpunkt bereits eingestellt war. Mit dem Abbruch der Wagenschuppen und des Perrons 1952 verschwanden die sichtbaren Spuren dieses Bahnhofs.

#### Rigi First
Das kleine Stationsgebäude mit offener Wartehalle und einem kleinen, separaten Toilettenhäuschen steht noch auf Schwyzer Boden. Die offene Wartehalle wurde 1880 gegen die Witterung verschalt, die Halle wurde 1890 jedoch durch einen Wintersturm zerstört, neu aufgebaut und 1897 durch Eisenträger verstärkt. 1892 wurde die Station durch ein Büro und ein Wohngebäude ergänzt. 1906 wurden sowohl das WC-Häuschen als auch die Holzhalle durch einen massiveren Bau ersetzt.
Am 6. August 1883 entgleiste eine Lokomotive, vermutlich aufgrund einer falsch gestellten Weiche, bei der Einfahrt in die Station. Es gab einen leichten Sach-, aber keinen Personenschaden. Das hauptsächlich für den Bau benötigte Kreuzungsgleis wurde daraufhin 1886 entfernt. Der personelle Bestand von einem Bahnwärter wurde 1892 verdoppelt.

#### Unterstetten / Unterdossen
Die Haltestelle Unterstetten befand sich gleich nach der heute als Wanderweg benutzten Brücke und wurde ab 1876 als provisorische Haltestelle für die Pension Unterstetten eingeführt. Das provisorische Stationsgebäude wurde 1880 durch ein Schutzdach verstärkt. Die Bedarfshaltestelle Unterdossen hatte ab 1885 ein kleines Unterkunftslokal. Beide Stationen waren mit je einem Bahnwärter besetzt.

#### Rigi Scheidegg
Die Endstation der RSB Rigi Scheidegg bestand neben dem einfachen Stationsgebäude aus einer Remise, die zugleich auch das Ende der Linie bildete. In der Remise fanden eine Lokomotive, ein Güter- und ein Personenwaggon Platz, das restliche Rollmaterial wurde in den Remisen auf Kaltbad eingestellt. Bereits 1898 waren das Portal und die Wände der Remise witterungsbedingt verlottert. Die Gebäude wurden saniert und westwärts verlegt sowie mit Abflussrohren versehen, sodass die Lokomotiven in den Remisen gewaschen werden konnten. Ausserdem wurden Fenster eingebaut. In den 1930er Jahren gab es für kurze Zeit noch einen Unterstand für zwei Draisinen. Das Stationsgebäude war ein einfaches Aufnahmegebäude mit einer offenen, aber überdachten Einstiegshalle auf Holzstelzen, ab 1891 mit Randschindeln. Im schneereichen Winter 1888 wurde das Vordach des Stationsgebäudes durch den Schnee eingedrückt. An Verzierungen gab es lediglich Holzschnitzereien. Auffällig war der grosse Platz für die Kutschen bis zum Hotel. Neben der Station stand ein kleines Toilettengebäude. Heute sind nur noch die Grundrisse der Remisen und der Station zu sehen.

## Filme
- SWR: Eisenbahn-Romantik – 125 Jahre Vitznau-Rigi-Bahn (Folge 226)
- SWR: Eisenbahn-Romantik – Die Rigi – Zwei Bahnen auf einem Berg (Folge 1061)